# Merel in het gras
Merel in het gras is een hoorspel van Marianne Colijn. De NCRV zond het uit op maandag 24 mei 1965. De muzikale improvisaties werden verzorgd door Marijke Ferguson. De regisseur was Ab van Eyk. Het hoorspel duurde 45 minuten.

## Rolbezetting
- Peronne Hosang (moeder)
- Elsje Scherjon (Evelien)
- Piet Ekel (meneer)
- Hetty Berger (Minnah)
- Jaap Hoogstraten (Freek)
- Mien van Kerckhoven-Kling (oude vrouw)
- Harry Bronk (Tom)
- Louis Bongers, Herman van Eelen, Maarten Kapteijn & Donald de Marcas (mannenstemmen)

## Inhoud
Een eenzelvig meisje is gerepatrieerd uit Indonesië, waar haar vader is vermoord. Ze vindt hier geen wezenlijk contact met medemensen. Ze heeft daar ook geen aanleg voor. Zelfs haar moeder blijft een vreemde. Uit dit troosteloze bestaan is zelfmoord de enige uitweg. Het stuk speelt op de dag waarop het meisje uit het raam is gesprongen en bestaat uit twee herinneringsbeelden: dat van de moeder en dat van de dochter zelf. Die dooreengeweven stemmingen bouwen met voorzichtige suggesties een mislukt verleden op van gemiste levenskansen…